# Crkva sv. Pelegrina u Savru

Crkva sv. Pelegrina smještena je na malenom otočiću Pelegrin koji je kasnije nasipom povezan s kopnom, u blizini mjesta Savar na Dugom otoku. Ova predromanička građevina, koja potječe iz razdoblja između 7. i 9. stoljeća, predstavlja izniman primjer sakralne arhitekture i klasificirana je kao spomenik nulte kategorije. Predstavlja jedan od najstarijih sačuvanih hrvatskih spomenika kulture na zadarskim otocima.
Crkva sv. Pelegrina građena je u nekoliko faza. Njezinu jezgru čini četvorno svetište presvođeno kupolom, što je izvorna predromanička građevina iz 7. - 9. stoljeća. Kasnije su dograđeni brod i sakristija, pri čemu je sakristija uklonjena 1958. godine jer se stilski nije uklapala u izvornu građevinu. Krstionica iz vrijeme baroka s natpisom na glagoljici sada se nalazi u župnoj crkvj Sv. Jerolima koja potječe iz 1670. godine.
Sv. Pelegrin štuje se kao zaštitnik oboljelih od raka i kožnih bolesti.